# Mono-Lake-Exkursion
Die Mono-Lake-Exkursion (englisch Mono Lake Excursion, abgekürzt MLE) war eine Polaritätsexkursion des Erdmagnetfeldes innerhalb der Brunhes-Polaritätszone. Es handelte sich also um keine Polaritätsumkehr, sondern nur um einen Einbruch. Das Ereignis fand vor rund 34.000 Jahren BP im Weichsel-Hochglazial statt.

## Typlokalität und Bezeichnung

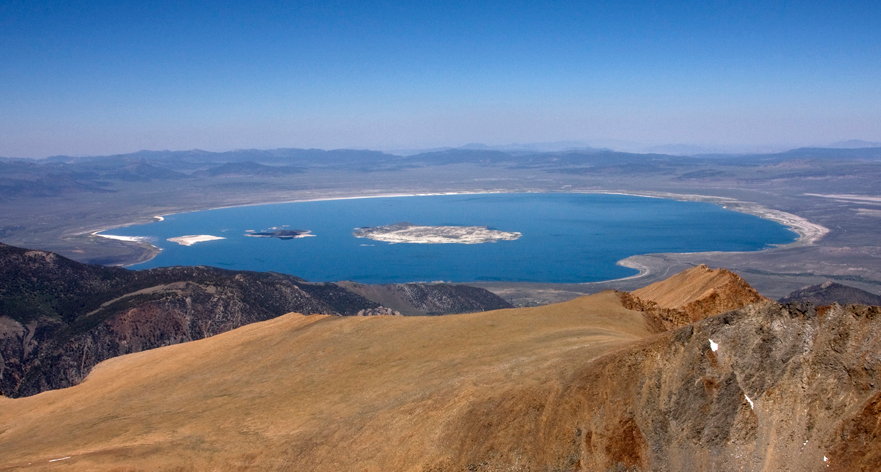
Blick vom Mount Dana auf den Mono Lake

Die Mono-Lake-Exkursion wurde nach ihrer Typlokalität, dem Mono-Becken am Mono Lake in Kalifornien benannt. Sie wurde 1971 von Denham und Cox in Seesedimenten des Beckens entdeckt.
Die Mono-Lake-Exkursion ist in Australien als Mungo-Lake-Exkursion und in Norwegen als Valderhaug-Exkursion bekannt.

## Geographische Verbreitung
Neben der Typlokalität findet sich die Mono-Lake-Exkursion gehäuft in der Basin and Range Province, in Lössgebieten Chinas (aber auch in Niederösterreich) und in Höhlensedimenten Norwegens. Im marinen Bereich kann sie in Bohrkernen nachgewiesen werden, so beispielsweise vor Grönland im Irminger-Becken des Nordatlantiks.

## Stratigraphie
Die Mono-Lake-Exkursion erfolgte im Denekamp-Interstadial und korreliert mit dem Grönland-Stadial GST7; es fällt zwischen die beiden Dansgaard-Oeschger-Ereignisse DO7 und DO6. Ihm vorausgegangen war das um 41.000 Jahre BP (39.000 v. Chr.) zentrierte Laschamp-Ereignis, eine recht kurzfristige Umpolung des Erdmagnetfeldes.

## Datierung
Anhand der GRIP-Zeitskala lässt sich der Mono-Lake-Exkursion ein Alter von 31.500 Jahren BP zuweisen, gemäß der GISP2-Sauerstoffisotopenkurve jedoch 34.000 Jahre BP (32.000 v. Chr.)
Absolut kann die Exkursion anhand einer im Mono-Becken auftretenden, vulkanischen Aschenlage datiert werden. Diese Aschenlage #15 wurde mitten während der Feldänderung abgelagert und konnte im Pyramid-Lake-Becken von Benson u. a. (2003) mit 28.620 ± 300 Radiokohlenstoffjahren bestimmt werden. Dies entspricht in der GISP2-Zeitskala 32.400 Jahren BP (bzw. kalibriert mit CalPal 33.077 ± 472 Jahre BP). Unter der Annahme, dass die Gesamtdauer der Anomalie zirka 2000 Jahre betrug, ergibt sich somit die Zeitspanne 33.300 bis 31.500 Jahre BP (oder gemäß CalPal 34.000 bis 32.000 Jahre BP). Channell 2006 konnte im Irminger-Becken ebenfalls eine Zeitspanne von 34.000 bis 32.000 Jahren BP festmachen.

## Charakterisierung
Die Mono-Lake-Exkursion machte sich durch einen deutlichen Einbruch in der Feldstärke des Erdmagnetfeldes bemerkbar, welcher aber weit hinter dem Laschamp-Ereignis zurückblieb. So zeigen die Paläointensitäten in der GLOPIS-Kurve beispielsweise einen Rückgang von rund 50 %. Bedingt durch den Feldstärkenverlust kam es zu einem Anstieg der Kosmischen Strahlung, welcher sich in einer erhöhten Anzahl der Radionuklide 10 Be und 36Cl zu erkennen gab und auch im GRIP-Eisbohrkern nachgewiesen werden konnte.
Ausgehend von + 60° (60° N) erreichte die magnetische Inklination im Verlauf der Feldexkursion in etwa - 30° (30° S), um anschließend wieder auf + 80° (80° N) zurückzukehren. Die Entwicklung der Deklination erfolgte in zwei Schritten: unterhalb der Aschenlage wanderte sie von Nord (020°) nach Nordwest (300°), um dann wieder in die Ausgangslage zurückzukehren. Oberhalb der Aschenlage erfolgte dann eine markante Ostdrift (114,5°) mit anschließender Rückkehr in die Nordlage. Der virtuelle geomagnetische Pol (engl. Virtual Geomagnetic Pole oder abgekürzt VGP) durchlief im Uhrzeigersinn eine große Schleife, die 35° nördliche Breite berührte und bei 35° östlicher Länge zentriert war. Letzterer folgte im Gegenuhrzeigersinn eine kleinere Schleife, die 70° nördliche Breite und 270° Länge umkreiste.

### Parameter
Das Dipolmoment verringerte sich im Verlauf der Mono-Lake-Exkursion von 8 auf 4*1022Am2 um dann wieder auf rund 10*1022Am2 anzusteigen. Der Durchfluss des Chlor-Radionuklids erbrachte eine durchschnittliche Erhöhung von 50 % auf 1200 Atome/cm2Jahr, mit Spitzenwerten bei rund 1500 Atome/cm2Jahr. Die Entstehungsrate für Beryllium-10 hob sich mit 0,5 Atomen/cm2Jahr nur wenig von den üblichen Werten (0,3 bis 0,4 Atome/cm2Jahr) ab.